# Nikolai Guergov
Nikolai Borislavov Guergov –en búlgaro, Николай Бориславов Гергов– (Oriajovo, 17 de marzo de 1978) es un deportista búlgaro que compitió en lucha grecorromana. Ganó dos medallas en el Campeonato Mundial de Lucha, oro en 2005 y bronce en 2007, y dos medallas de oro en el Campeonato Europeo de Lucha, en los años 2005 y 2007.
Participó en dos Juegos Olímpicos de Verano, ocupando el quinto lugar en Pekín 2008 y el 14.º lugar en Atenas 2004.

## Palmarés internacional
| Campeonato Mundial | Campeonato Mundial | Campeonato Mundial | Campeonato Mundial |
| Año                | Lugar              | Medalla            | Categoría          |
| ------------------ | ------------------ | ------------------ | ------------------ |
| 2005               | Budapest (Hungría) | Medalla de oro     | 66 kg              |
| 2007               | Bakú (Azerbaiyán)  | Medalla de bronce  | 66 kg              |
| Campeonato Europeo |                    |                    |                    |
| Año                | Lugar              | Medalla            | Categoría          |
| 2005               | Varna (Bulgaria)   | Medalla de oro     | 66 kg              |
| 2007               | Sofía (Bulgaria)   | Medalla de oro     | 66 kg              |